# Lori coquet
Charmosyna placentis
Espèce
Statut de conservation UICN

 LC  : Préoccupation mineure
Statut CITES
Le Lori coquet (Charmosyna placentis) est une espèce d'oiseaux de la famille des Psittacidae.

## Description
Le Lori coquet est très proche du Lori à front rouge. Il s'en distingue cependant par son front jaune, une bande de même couleur dans la région sous-ailaire ainsi que par la couleur rouge présente sur le menton, les joues, les flancs et la partie inférieure des ailes.
Cet oiseau mesure environ 17 cm.

## Sous-espèces
D'après Alan P. Peterson 5 sous-espèces ont été décrites :
- Charmosyna placentis intensior  (Kinnear, 1928)
- Charmosyna placentis ornata  Mayr, 1940
- Charmosyna placentis pallidior  (Rothschild & Hartert, 1905)
- Charmosyna placentis placentis  (Temminck, 1835)
- Charmosyna placentis subplacentis  (P.L. Sclater, 1876)

Elles sont très proches les unes des autres.

## Répartition
Cet oiseau vit sur les Moluques, en Indonésie, en Nouvelle-Guinée et sur les Îles Salomon.